# Водозвідна вежа
55°44′53″ пн. ш. 37°36′49″ сх. д. / 55.74811° пн. ш. 37.61362° сх. д.
Водозвідна вежа або Свіблова вежа (рос. Водовзво́дная башня або Сви́блова) — південно-західна наріжна вежа Московського Кремля. Розташована на розі Кремлівської набережної і Олександрівського саду біля берега Москви-ріки. Споруджена в 1488 році за проектом італійського архітектора Антоніо Джиларді.
Назва Свіблова походить від прізвища боярського роду Свібло, чий двір примикав до вежі з боку Кремля. Сучасну назву отримала в 1633 році після установки підйомної машини Христофора Галовея, яка подавала воду з Москви-ріки у Кремль. Це був перший у Москві напірний водогін, за допомогою якого за допомогою системи свинцевих труб вода з вежі розводилася внутрішніми палацами та садами.
В 1805 році вежу через вкрай поганий стан розібрали і за архівними кресленнями перебудували на старому фундаменті. В 1812-му вона була підірвана солдатами Наполеона при відступі з Москви. Сім років по тому під керівництвом Йосипа Бове будівлю відновили, проте у зовнішній вигляд внесли деякі зміни
З 1937 року вершину вежі прикрашає рубінова зірка з розмахом променів в три метри.